# دیانا بولانچا
دیانا بولانچا (انگلیسی: Dijana Bolanča؛ زادهٔ ۳۰ اکتبر ۱۹۷۴) بازیگر اهل کرواسی است. وی بین سال‌های ۱۹۹۶ تا ۲۰۰۷ میلادی فعالیت می‌کرد.